# Долгоруков, Николай Васильевич
Князь Николай Васильевич Долгоруков (1789 — 2 июня 1872) — дипломат, президент Придворной конторы, обер-шенк. 
Рюрикович в XXVII колене, из княжеского рода Долгоруковых.
Сын действительного тайного советника князя Василия Васильевича Долгорукова и княжны Екатерины Фёдоровны Барятинской. Внук князя В. М. Долгорукова-Крымского.

## Биография
Родился (08 (19) октября 1789), крещён (11 октября) в Исаакиевском соборе, крестник своего старшего брата Василия и девицы графини Е. А. Апраксиной.
Первые годы жизни провёл в Петербурге в родительском доме на ул. Большой Морской под руководством аббата Брада. За переход в католицизм, семья подверглись опале со стороны императора Павла I и вынуждены с детьми уехать за границу (весна 1800). Со старшим братом Василием определён в Страсбургский университет (1802). Вместе с родителями много путешествовал по Европе, жил в Швейцарии и Италии. Обучался в Лозанне (1805), гостил в Берлине у своей двоюродной бабушки Е. П. Барятинской (1806).
Семья вернулась в Петербург (декабрь 1807). Князь Николай Васильевич был определён юнкером в Коллегию иностранных дел (1808) и пожалован в камер-юнкеры (апрель 1808). Служил при русском посольстве в Вене под начальством графа Г. О. Штакельберга (с 10 марта 1810). Через год за успехи по службе награждён орденом Святого Владимира 4-й степени. Встречал в Вене великих княгинь Марию Павловну и Екатерину Павловну (сентябрь 1813), императора Александра I, прибывшего на конгресс (сентябрь 1814).
Переведён в Париж под начало графа Поццо-ди-Борго (1815). Присутствовал при бракосочетании герцога Беррийского с внучкой короля Неаполя Фердинанда I. Получил орден Святой Анны 2-й степени (ноябрь 1816). Пожалован: в камергеры (январь 1818), действительные тайные советники (01 ноября 1818), гофмейстер (08 февраля 1824).
При Николае I князь Николай Васильевич пожалован гофмаршалом (22 августа 1826), занимал пост вице-президента Придворной конторы (1832), был её президентом (1838-1844). Пожалован в обер-шенки (12 апреля 1845). В 1850-х годах жил в Петербурге в доме на Гагаринской набережной, где по воскресеньям принимал у себя весь свет высшего общества.
Последние годы болел подагрой и почти не выходил из дома. По отзыву современника, он был «молчаливым, простым, добрейшим человеком без малейшей гордости и чванства, а своим внешним видом напоминал портреты придворных старцев начала XIX столетия». 
Помещик Гжатского, Любимского и Юрьевского уездов.
Скончался († 02 (14) июня 1872) в своём имении Вырубово в Смоленской губернии.

## Личная жизнь
Живя во Флоренции, был частым гостем в доме графа Д. П. Бутурлина и считался женихом его дочери Елизаветы (1803—1879). Но в дело вмешалась сестра Долгорукова и отговорила брата от женитьбы, из-за склонности семьи Бутурлиных к католичеству. По именному приказу матери он спешно покинул Флоренцию (1820), чем глубоко оскорбил графа Бутурлина.

30 октября 1821 года женился на княжне Екатерине Дмитриевне Голицыной (22.11.1801—12.02.1887), фрейлине двора (1817), дочери московского военного генерал-губернатора Д. В. Голицына и Т. В. Васильчиковой. В декабре 1820 года А. Я. Булгаков писал:
Николай Долгоруков всякий раз танцует котильон с княжной Голицыной; вот и довольно, чтобы думали, что женится; мне не кажется, чтобы он много ей нравится. Барышни смеются, что он танцует, зажмурив глаза и в ссоре с кадансом.
По словам С. М. Загоскина, княгиня Долгорукова была женщина с добрейшим, весёлым и симпатичным лицом, на котором до старости играл совершенно юношеский румянец. Одевалась всегда не по-модному, в обращении была проста и радушна, не делая никакого различия между сановником и неважным посетителем своего дома. Пожалована в кавалерственные дамы ордена Святой Екатерины 2-го класса (30 июня 1834), в статс-дамы к императрице Марии Александровне (1861). 
В браке имели детей:
- Долгоруков Василий Николаевич (18.10.1822[8]— ?) — крещён (07 ноября 1822) в Казанском соборе, крестник князя В. В. Долгорукова и княгини Н. П. Голицыной.
- Долгорукова Татьяна Николаевна (15.07.1824[9]—1893) —  крещена (28 июля 1824) в Казанском соборе, крестница И. В. Васильчикова и бабушки княгини Е. Ф. Долгоруквой; фрейлина двора. Замужем (с 03 сентября 1848)[10] за Фёдором Дмитриевичем Нарышкиным (1820—1870), внуком Ф. Ростопчина. Болела нервным расстройством и находилась на излечении у доктора Роллера в Илленау близ Бадена.
- Долгорукова Екатерина Николаевна (10.12.1825[11]—1892) — крещена (11 декабря 1825) в Казанском соборе при восприемстве князя С. Н. Салтыкова и бабушки княгини Е. Ф. Долгоруковой; фрейлина, замужем (с 26 апреля 1853)[12] за графом Константином Карловичем Толем (1817—1884).
- Долгоруков Дмитрий Николаевич (1827—1910) — действительный статский советник, в должности шталмейстера, участник обороны Севастополя.
- Долгорукова Мария Николаевна (1833—1914) — меценатка, замужем (с 1858) за Борисом Павловичем Мансуровым (1828—1910).

## Награды
Российские
- орден Святого Иоанна Иерусалимского
- орден Святого Владимира 4-й степени (19 октября 1811)
- орден Святой Анны 2-й степени (ноябрь 1816)
- орден Святой Анны 1-й степени (29 марта 1825)
- орден Святого Владимира 2-й степени (21 апреля 1834)
- орден Белого орла (5 декабря 1836)
- орден Святого Александра Невского (13 апреля 1840)
- знак отличия беспорочной службы за XXX лет (22 апреля 1843)
- алмазные знаки ордена Святого Александра Невского (15 апреля 1845)
- знак отличия беспорочной службы за XXXV лет
- тёмно-бронзовая медаль «В память войны 1853—1856»

Иностранные
- орден Гражданских заслуг Баварской короны, большой крест (Бавария, 1826)
- орден Карлоса III 2-й степени (Испания)
- орден Данеброг 1-й степени (Дания)
- орден Белого сокола 1-й степени (Саксен-Веймар-Эйзенах)
- орден Людвига, большой крест (Гессен-Дармштадт, 28 апреля 1841)

## Критика
В книге "Род князей Голицыных" год смерти князя Николая Васильевича показан († 1865), а супруги княгини Екатерины Дмитриевны († 1881). Генеалог Геннадий Александрович Власьев показывает год смерти жены († 1887).